# Ivica Horvat
Ivan „Ivica“ Horvat (16. července 1926 Sisak – 27. srpna 2012 Krk) byl jugoslávský fotbalista a trenér chorvatského původu. Hrál na pozici obránce. Jugoslávii reprezentoval v 60 zápasech a nevstřelil žádný gól. Účastnil se MS 1950 a MS 1954. S Jugoslávií získal stříbro na OH 1952. V roce 2004 dostal od chorvatského olympijského výboru cenu Matiji Ljubeka. Zemřel 27. srpna 2012 ve věku 86 let na ostrově Krk.

## Klubová kariéra
Svou mládežnickou kariéru strávil ve Ferraria Záhřeb. Od roku 1945 působil v Dinamu Záhřeb. S Dinamem získal dva tituly v nejvyšší jugoslávské lize v sezónách 1947/48 a 1953/54 a jeden jugoslávský fotbalový pohár v roce 1951. Patří k největším legendám chorvatského klubu. Celkově za Dinamo odehrál 208 zápasů a vstřelil 2 góly. V roce 1957, po 12 letech působení v Dinamu, přestoupil do Eintrachtu Frankfurt. Ve Frankfurtu získal s Eintrachtem jeden ligový titul v sezóně 1958/59. V následující sezóně dokráčel s Eintrachtem až do finále PMEZ, kde Frankfurt padl s Realem Madrid po výsledku 3:7. Za Frankfurt odehrál 56 zápasů a v nich neskóroval ani jednou. Po konci sezóny 1960/61 ukončil kariéru.

## Reprezentační kariéra
Za Jugoslávii odehrál 60 zápasů a netrefil se ani jednou. Hned na své první mezinárodní akci, což bylo MS 1950, vedl Jugoslávii jako kapitán. Těsně před posledním rozhodujícím zápasem proti Brazílii se kuriózně zranil tím, že si na tehdy rozestavěné Maracané rozbil hlavu o železnou traverzu. Jako klíčový pilíř obrany v úvodu chyběl a než se vrátil z ošetřovny, Jugoslávie prohrávala 0:1 po gólu Ademira už ve 4. minutě. Jugoslávci inkasovali ještě jednou a na turnaji vypadli ve skupině. Na OH 1952 získal s Jugoslávci stříbrnou medaili. Na MS 1954 tentokrát s Jugoslávii postoupil ze skupiny, v následném čtvrtfinále s Němci byl smolařem utkání, protože si už v 9. minutě vstřelil vlastní gól a Jugoslávci prohráli 0:2.

## Trenérská kariéra
Svou trenérskou kariéru začal tam, kde skončil tu hráčskou, tedy v Eintrachtu Frankfurt. Nejprve dělal v letech 1961 až 1964 asistenta trenérské legendě Frankfurtu Paulu Oßwaldovi, poté co Oßwald ve funkci v roce 1964 skončil, povýšil ve Frankfurtu na hlavního trenéra. Frankfurt pod jeho vedením se umístil v sezóně 1964/65 až na 8. místě a Horvat zde po roce skončil. V roce 1967 převzal Dinamo Záhřeb a dokončil s ním rozehranou sezónu 1966/67, ve kterém Dinamo získalo svou jedinou evropskou trofej a to Pohár veletržních měst. V roce 1968 své trenérské působení v Dinamu ukončil. V roce 1970 trénoval rok PAOK, ale ten samý rok zde skončil. V roce 1971 převzal Schalke 04 a jeho první sezóna 1971/72 byla velice úspěšná, protože vyhrál se Schalke DFB-Pokal a skončil s ním 2. v Bundeslize. V následující sezóně 1972/73 dotáhl Schalke do čtvrtfinále Poháru vítězů pohárů , kde byli vyřazeni Spartou Praha, ale skončil 15. v Bundeslize, tedy jedno místo před sestupem. V následujících dvou sezónách skončil dvakrát na 7. místě, po sezóně 1974/75 v Schalke skončil. Poté trénoval v sezóně 1975-76 Rot-Weiss Essen, se kterými dosáhl 8. místa v Bundeslize, byla to předposlední sezóna Essenu v Bundeslize. V sezóně 1978/79 převzal znovu Schalke, ale v březnu roku 1979 v Schalke skončil. Angažmá v Schalke bylo jeho poslední trenérské angažmá.